# 18788 Carriemiller
18788 Carriemiller è un asteroide della fascia principale. Scoperto nel 1999, presenta un'orbita caratterizzata da un semiasse maggiore pari a 2,3962438 UA e da un'eccentricità di 0,1205003, inclinata di 5,58478° rispetto all'eclittica.